# Astragalus hololeios
Astragalus hololeios är en ärtväxtart som beskrevs av Joseph Friedrich Nicolaus Bornmüller. Astragalus hololeios ingår i släktet vedlar, och familjen ärtväxter. Inga underarter finns listade i Catalogue of Life.